# Sophie Bawr
Sophie de Bawr, född Alexandrine-Sophie Goury de Champgrand den 8 oktober 1773 i Paris, död 31 december 1860 i Paris, var en fransk pjäsförfattare, kompositör och memoarförfattare.  Hon är också känd som "Comtesse de Saint-Simon", "Baronne de Bawr", och "M. François".